# Distributed Social Networking Protocol
Distributed Social Networking Protocol (DSNP) permite que todos colaborem para criar uma rede social descentralizada, como email. É uma tecnologia aberta que suporta comunicações privadas, de uma maneira que os usuários das redes sociais modernas esperam. A versão atual do protocolo é 0.6, embora o projeto tenha sido descontinuado. O principal autor é Adrian Thurston.